# Strahlungsgürtel

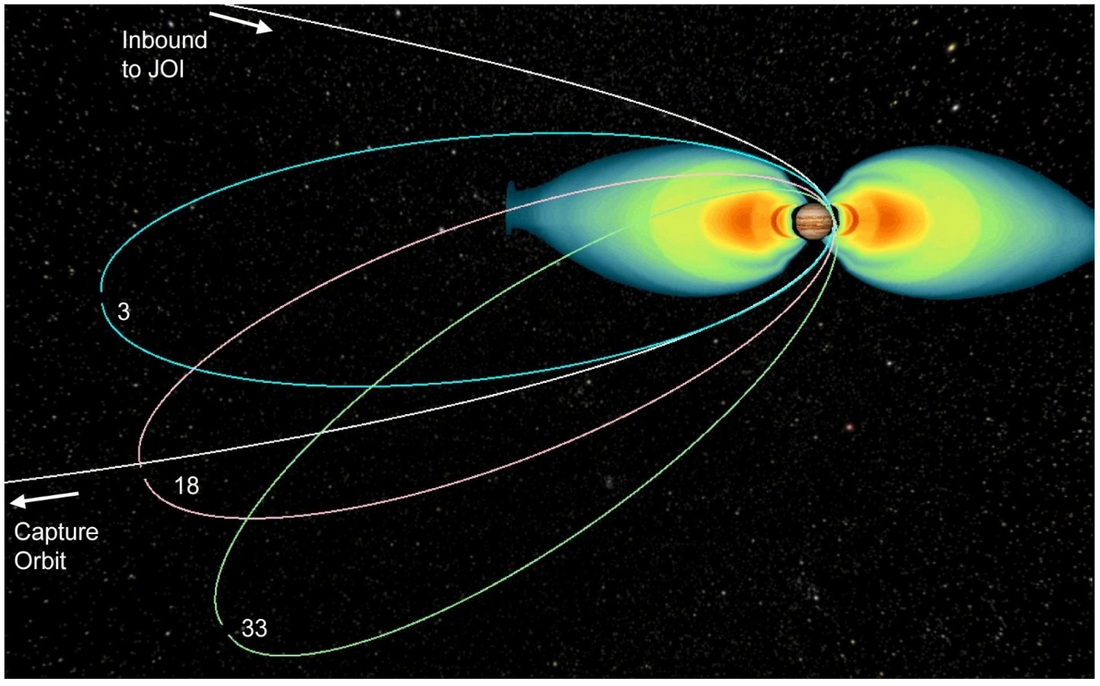
Der mächtige Strahlungsgürtel von Jupiter im Querschnitt, den die Raumsonde Juno versucht zu umgehen

Ein Strahlungsgürtel ist ein Ring (Torus) energiereicher geladener Teilchen im Weltraum, die vom Magnetfeld eines astronomischen Objekts, seiner Magnetosphäre, eingefangen sind.
Der zuerst vorhergesagte und bestuntersuchte Strahlungsgürtel ist der Van-Allen-Gürtel der Erde, benannt nach James Van Allen, der ihn nachgewiesen hat. Grundsätzlich besitzt vermutlich jeder Himmelskörper, der ein ausreichend starkes und stabiles globales magnetisches Dipolfeld hat, einen oder mehrere Strahlungsgürtel. Im Sonnensystem ist der Planet mit dem stärksten Strahlungsgürtel mit deutlichem Abstand der Gasriese Jupiter. Jupiters Magnetfeld ist rund 20-mal stärker als das Magnetfeld der Erde. Sein Strahlungsgürtel ist tausende mal stärker als der der Erde und besitzt die härteste ionisierende Strahlung im Sonnensystem.

## Auswirkungen
Die in Strahlungsgürteln schwirrenden Teilchen haben hohe Geschwindigkeiten, bis hin zu nahe der Lichtgeschwindigkeit, und entsprechend hohe Energie. Sie sind in der Lage, Elektronen aus Atomen oder Molekülen herauszustoßen. Ihre Wirkung ist vergleichbar mit der beim radioaktiven Zerfall freigesetzten ionisierenden Strahlung, auch wenn sie keine radioaktiven Ursachen hat. Sie kann die Elektronik von Raketen, Raumsonden, Satelliten und anderen Objekten beschädigen und lebende Organismen erbgutschädigen, krank machen und töten. Aus diesem Grund müssen in der Raumfahrt Strahlungsgürtel entweder umflogen werden, die Aufenthaltsdauer in ihnen muss möglichst kurz gehalten werden, um die Strahlenexposition zu begrenzen, oder es ist besonders starker Strahlenschutz notwendig.
Strahlungsgürtel haben jedoch auch für den Planeten eine gewisse Schutzwirkung. 2014 wurden Ergebnisse einer NASA-Studie veröffentlicht, nach denen der Strahlungsgürtel zusammen mit der Plasmasphäre der Erde wie eine Barriere wirkt, die für hochenergetische Elektronen aus dem Weltraum nahezu undurchdringlich ist.
Wenn Strahlungsgürtel besonders stark ausgeprägt sind, können sie mit der Hochatmosphäre des Planeten reagieren und Polarlichter erzeugen.
Von Strahlungsgürteln kann auch nichtionisierende und elektromagnetische Strahlung ausgehen, die noch in großer Distanz vom Planeten messbar ist.

## Variabilität und Zonen
Strahlungsgürtel besitzen oft mehrere getrennte Strahlungszonen, von der Form im Querschnitt teils oval oder auch konkav-konvex wie der Buchstabe C oder der Mantel eines Fahrradreifens, mit jeweils anderen charakteristischen Teilchen, so dass man auch von mehreren Strahlungsgürteln sprechen kann.
Strahlungsgürtel sind in der Praxis keinesfalls gleichförmig und konstant, wie es idealisierte Grafiken suggerieren. Himmelskörper sind keine perfekten Dipole. Das unsymmetrische und variable Magnetfeld des Planeten beeinflusst die Form und Stärke des Strahlungsgürtels. Auf der Erde hat beispielsweise die Magnetosphäre eine Delle im Bereich des Südatlantiks vor der Küste Brasiliens. Dort gibt es die Südatlantische Anomalie, wo die Atmosphäre eine um mehrere Größenordnungen höhere Teilchenstrahlung aufweist.
Außerdem werden Strahlungsgürtel bei der Interaktion des variablen Sternwinds und der ebenfalls variablen kosmischen Strahlung mit der Magnetosphäre größer und kleiner, stärker und schwächer, bilden zusätzliche Strahlungszonen aus und verlieren sie wieder. Magnetische Stürme beeinflussen Strahlungsgürtel besonders intensiv. Diese Variationen im erdnahen Bereich der Magnetosphäre werden auch Weltraumwetter genannt.

## Entstehung
Bis 2013 nahm man an, dass die hochenergetischen Teilchen (freie Protonen und Elektronen) im Van-Allen-Gürtel vor allem aus dem Sonnenwind sowie von der kosmischen Strahlung stammen und vom Erdmagnetfeld eingefangen werden. 2013 fanden Wissenschaftler jedoch mit Sonden heraus, dass ein Großteil der Teilchen im Van-Allen-Gürtel selbst entsteht, indem dort Atome von elektromagnetischen Feldern quasi zerrissen und so Elektronen herausgelöst werden.
Die ionisierten und damit geladenen Teilchen werden im Magnetfeld infolge der Lorentzkraft abgelenkt. Sie folgen den magnetischen Feldlinien auf spiraligen Bahnen. Sobald sie in die Nähe der Pole geraten, wo sich die Feldlinien verengen, werden sie in die Gegenrichtung umgelenkt. Auf diese Weise sind die Teilchen in einer magnetischen Flasche eingeschlossen und schwingen mit hoher Geschwindigkeit zwischen den Polen des Planeten hin und her. Im Van-Allen-Strahlungsgürtel der Erde beträgt die Schwingungsdauer der Teilchen etwa eine Sekunde. Global gesehen ist die Bewegung der Teilchen chaotisch.

## Bekannte Strahlungsgürtel

### Strahlungsgürtel der Erde

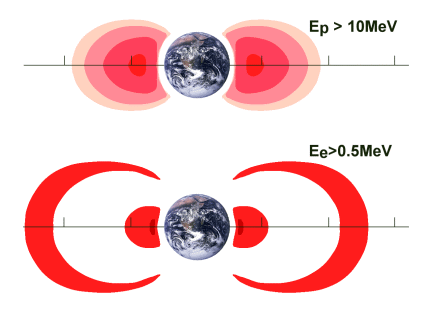
Teilchendichte in den Van-Allen-Gürteln (oben: Protonen, unten: Elektronen)

Der Strahlungsgürtel der Erde wurde 1958 mit dem Satelliten Explorer 1 nachgewiesen. In ihm herrscht eine durchschnittliche Strahlung von 600 mSv/h.
Bis heute wurden drei Strahlungsgürtel der Erde entdeckt. Der von Protonen dominierte „innere Strahlungsgürtel“ hat dabei die deutlich stärkere Strahlung als der von Elektronen dominierte „äußere Strahlungsgürtel“. Der dritte, noch weiter außen, war im September 2012 temporär vorhanden und löste sich dann wieder auf.
Bei der Bestimmung von Umlaufbahnen von Erdsatelliten und Raumstationen müssen die Strahlungsgürtel beachtet werden. Geostationäre Satelliten kreisen auf einer Höhe, die ungefähr dem äußeren Rand des äußeren Strahlungsgürtels entspricht. Je nach der Variation des Strahlungsgürtels werden sie daher immer wieder unvermittelt deutlich erhöhter Strahlung ausgesetzt. Die Internationale Raumstation hingegen umkreist die Erde auf einer Höhe von ca. 400 km, also unterhalb des inneren Strahlungsgürtels.
2011 wurde im Rahmen des Pamela-Experimentes nachgewiesen, dass im inneren Strahlungsgürtel der Erde eine Anhäufung von Antimaterie existiert.

### Jupiters Strahlungsgürtel

Jupiters nördliche Aurorae, die vom Strahlungsgürtel erzeugt werden. Man sieht das Aurora-Hauptoval, weitere polare Ovale, transpolare Emissionen und leuchtende Flecken, die von der Interaktion des Strahlungsgürtels mit den Jupitermonden stammen

Jupiters Magnetfeld ist nach der Heliosphäre die größte zusammenhängende Struktur im Sonnensystem. Er erstreckt sich rund sieben Millionen Kilometer in die Richtung der Sonne und in der Gegenrichtung in Form eines langen Schweifs etwa bis zur Bahn des Saturns. Entsprechend groß ist auch sein Strahlungsgürtel. Dieser ist insgesamt weniger stark vom Sonnenwind abhängig und ist insbesondere im Inneren dafür stark von den Jupitermonden und ihrem Einfluss auf Jupiters Magnetfeld beeinflusst. Er erzeugt permanente fluktuierende Aurora-Leuchterscheinungen an beiden Polen des Gasriesen.
Jupiters Strahlungsgürtel hat so harte Strahlung, dass in ihm keine Solarzellen eingesetzt werden können. Die Sonde Pioneer 10 maß Strahlungen von bis zu 13 Millionen hochenergetischen Elektronen/cm³, bis zu 500 Millionen niederenergetischen Elektronen/cm³, und bis zu 4 Millionen Protonen/cm³. Das ist etwa 5000-mal härtere Strahlung als im Van-Allen-Gürtel. Insgesamt nahm die Sonde bei der Passage eine Strahlendosis von 5000 Gray auf. Das ist etwa die tausendfache tödliche Dosis für einen Menschen.
Jupiter besitzt einen umgebenden Ring aus magnetosphärischem Plasma, das mit dem Planeten mitrotiert. Der Druck dieses Plasmas reißt fortwährend Gas aus den Atmosphären der Monde (besonders Io), und dieses Gas ist wiederum eine Hauptquelle für das rotierende Plasma. Entlang der Umlaufbahn Ios befindet sich ein eigener Plasma-Torus, der die Magnetosphäre und damit auch die Strahlungsgürtel Jupiters fundamental beeinflusst. Bei vulkanischen Ausbrüchen auf Io entstehen zudem starke Plasmawellen, die als Jupiter-Bursts im Kurzwellenbereich empfangbar sind. Sie klingen etwa wie Brandungswellen oder wie das Flattern einer Fahne im Wind.
Von Jupiters Strahlungsgürtel gehen auch ständig starke Radiowellen aus, in der Frequenz von mehreren Kilohertz bis in den zweistelligen Megahertzbereich. Je nach Wellenlänge unterscheidet man die jovianische kilometric radiation (KOM), hectometric radiation (HOM), oder decametric radiation (DAM). Der Großteil dieser Strahlung wird von einem Mechanismus namens Cyclotron Maser Instability in der Nähe der Auroras erzeugt. Die Radio- und Teilchenstrahlung Jupiters wird stark von seiner Rotation moduliert, wodurch Jupiter Ähnlichkeit mit einem sehr kleinen Pulsar hat.
Außer der relativ langwelligen Radiostrahlung geht von Jupiter auch eine Synchrotronstrahlung aus. Diese ist die Bremsstrahlung der in den inneren Strahlungsgürteln eingefangenen Elektronen, die sich mit relativistischer Geschwindigkeit bewegen.

### Weitere Strahlungsgürtel

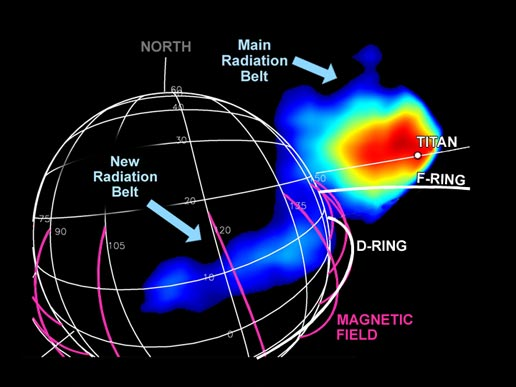
Saturns Strahlungsgürtel

Die Strahlungsgürtel Saturns sind deutlich schwächer als die Jupiters, nur etwa in der Größenordnung denen der Erde, obwohl sein Magnetfeld deutlich stärker als das der Erde ist. Der Grund dafür ist, dass energetische Teilchen von den Saturnmonden und von korpuskularem Material, das den Planeten umkreist, absorbiert werden.
Saturns stärkster Strahlungsgürtel befindet sich zwischen der Innenkante des Gastorus von Enceladus und der Außenkante des A-Rings bei 2,3 Saturnradien. Er wird stark von interplanetaren Sonnenwindstörungen beeinflusst. Der zweite bekannte Strahlungsgürtel Saturns, der 2004 von der Sonde Cassini entdeckt wurde, liegt unmittelbar außerhalb des innersten D-Rings. Anders als die Strahlungsgürtel Jupiters, senden Saturns Strahlungsgürtel kaum Mikrowellenstrahlung aus, die von der Erde zu entdecken wäre. Dennoch sind sie stark genug, um die Oberflächen der Eismonde verwittern zu lassen und Materie wie Wasser und Sauerstoff von ihnen fortzureißen.
Uranus und Neptun besitzen schwächere Strahlungsgürtel.
Merkur hat trotz seines ausgeprägten Magnetfeldes keinen Strahlungsgürtel, da er der Sonne zu nah ist und der Sonnenwind direkt die Oberfläche erreicht. Venus, Mars und der Erdmond haben keine Strahlungsgürtel, da ihr Magnetfeld zu schwach und/oder ungerichtet ist.

## Künstliche Strahlungsgürtel
1958 wies das US-amerikanische Militär mit der geheimen Operation Argus nach, dass es mit im Weltraum gezündeten Atombomben möglich ist, einen künstlichen Strahlungsgürtel zu schaffen. Sie zündeten dazu drei Atombomben in 200 km, 240 km und 540 km Höhe über dem Südatlantik. Dabei entstanden künstliche Elektronengürtel, die für einige Wochen Bestand hatten. Man nahm an, dass solche künstlichen Strahlungsgürtel im Kriegsfall für taktische Zwecke eingesetzt werden könnten.